# Coccoloba ortizii
Coccoloba ortizii är en slideväxtart som beskrevs av Richard Alden Howard. Coccoloba ortizii ingår i släktet Coccoloba och familjen slideväxter. Inga underarter finns listade i Catalogue of Life.